# Teresa Graves
Teresa Graves (10 januari 1948 – 10 oktober 2002) was een Amerikaanse actrice en zangeres. Ze was de eerste Afro-Amerikaanse die een hoofdrol kreeg in een eigen dramaserie op televisie: Christie Love!.
Teresa werd geboren in Houston in het Amerikaanse Texas. Daar werd ze zangeres van de groep The Doodletown Pipers. Later werd ze actrice. Ze had een kleine terugkerende rol in twee slechtlopende series: "Our Place" (1967) en "Turn-On" (1969). Daarna kreeg ze een vaste rol in het derde seizoen van de serie "Rowan & Martin's Laugh-In".
Het jaar 1974 is wellicht het belangrijkste van haar leven:
- Als eerste Afro-Amerikaanse kreeg ze een hoofdrol in de televisiefilm "Get Christie Love!". Hierin speelde ze de rol van politie-inspectrice.
- Ze krijgt een hoofdrol in de film Vampira.
- Ze hernam haar rol van politie-inspectrice opnieuw in de televisieserie van "Get Christie Love!".
- Ze bekeerde zich tot Jehova's getuigen

In 1983 besloot ze om te stoppen met de showbusiness. In 2002 brak er brand uit in haar huis. Teresa werd bewusteloos gevonden en stierf niet veel later in het ziekenhuis op 54-jarige leeftijd.

## Filmografie
- 1973: That Man Bolt: Samantha Nightingale
- 1974: Vampira: Countess Vampira
- 1974: Black Eye: Cynthia
- 1974: Get Christie Love

## Televisie
- 1967: Our place
- 1969: Turn-On
- 1969–1970: Rowan & Martin's Laugh-In
- 1971: The Funny Side Minority
- 1972: Keeping Up with the Joneses
- 1972:The New Dick Van Dyke Show
- 1973: The Rookies
- 1974: Get Christie Love!

- Biblioteca Nacional de España: XX957937
- Bibliothèque nationale de France: cb141830813 (data)
- Catàleg d'autoritats de noms i títols de Catalunya: 981058507689406706
- Gemeinsame Normdatei: 116177081X
- International Standard Name Identifier: 0000 0000 5954 4134
- Library of Congress Control Number: n2006061835
- MusicBrainz: 17d99191-b713-469e-b9c4-beac2d3fa2e8
- Nederlandse Thesaurus van Auteursnamen: 266585345
- SNAC: w66b121s
- Virtual International Authority File: 42050502
- WorldCat: E39PBJkMDhp3FQGtqdKkkgCbBP